# استن هانسن

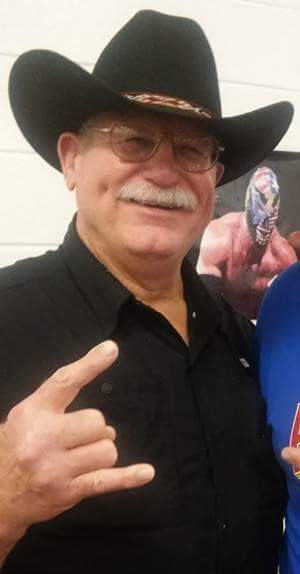
هانسن کشتی گیر آمریکایی

استن هانسن (انگلیسی: Stan Hansen؛ زادهٔ ۲۹ اوت ۱۹۴۹) یک کشتی‌گیر کشتی حرفه‌ای اهل ایالات متحده آمریکا است.